# John Travers Wood
John Travers Wood (* 25. November 1878 in Wakefield, England; † 2. November 1954 in Coeur d’Alene, Idaho) war ein US-amerikanischer Politiker. Zwischen 1951 und 1953 vertrat er den ersten Wahlbezirk des Bundesstaates Idaho im US-Repräsentantenhaus.

## Frühe Jahre und Aufstieg
Im Jahr 1889 kam John Wood mit seinen Eltern in die Vereinigten Staaten, wo die Familie sich in Woodbridge (North Dakota) niederließ. John besuchte die öffentlichen Schulen seiner neuen Heimat und erhielt im Jahr 1901 die amerikanische Staatsbürgerschaft. Er unterrichtete sechs Jahre lang als Lehrer und studierte bis 1904 am Detroit College Medizin. Nach seiner Zulassung als Arzt praktizierte er in Hannah in North Dakota. Nach seinem Umzug nach Coeur d’Alene in Idaho arbeitete er auch dort als Arzt. Zwischen 1910 und 1950 war er als Arzt bei der Chicago, Milwaukee & St. Paul Railroad angestellt. Zwischen 1910 und 1912 war er gleichzeitig noch Bürgermeister von Coeur d’Alene. In diesem Ort hatte er bereits 1908 ein Krankenhaus gegründet. Während des Ersten Weltkriegs war er Leutnant im medizinischen Korps der US-Streitkräfte.

## Politische Laufbahn
John Wood wurde Mitglied der Republikanischen Partei. Im Jahr 1950 wurde er als Kandidat seiner Partei in das US-Repräsentantenhaus gewählt. Dort vertrat er als Nachfolger von Compton I. White zwischen dem 3. Januar 1951 und dem 3. Januar 1953 den ersten Wahlbezirk von Idaho. Bei den Kongresswahlen des Jahres 1952 unterlag er Gracie Pfost von der Demokratischen Partei. Danach war John Wood wieder als Arzt tätig. Er starb im November 1954.